# 松下美織
松下 美織（まつした みおり、 1995年8月6日 - ）は、日本の元AV女優、元アイドルユニットメンバー。元エルプロモーション所属。

## 略歴
東京都出身。2016年4月にAV女優としてデビュー。
2017年9月に楽演祭に出演を皮切りに音楽活動も展開、同12月18日、同じ事務所の桜木優希音、浅田結梨、富田優衣、4名にてアイドルユニット『僕らは嘘つき』を結成、イメージカラーはイエロー。『Road to China in Tokyo』で『Standing Over』というオリジナル曲を披露し、Live活動を開始した。
2018年8月、僕らは嘘つきとしてTOKYO IDOL FESTIVALに初出演。
2019年4月17日の楽演祭で、6月26日の楽演祭をもって僕らは嘘つきの卒業を発表。
2019年5月31日、自身のTwitterで2019年6月30日をもって引退することを発表。
6月26日、東京・池袋Live inn ROSAで開催された「楽演祭vol.9令和初～ありがとう みおりん～」で僕らは嘘つきを卒業。ラブリーポップスに1日限定で加入したほか、元メンバーの深田結梨（浅田結梨）、親友の水嶋アリスがライブに飛び入り参加した。

## 人物
趣味・特技はショッピング、マッサージ。

## 作品

### イメージビデオ
- We are liars（2018年11月21日、発売：ジーウォーク、販売：ハピネット）僕らは嘘つき名義[7]

### 音楽CD
- Day by Day/青春の証（2018年11月21日、発売：ジーウォーク、販売：ハピネット）僕らは嘘つき名義[7]
- Starting Over/Tightrope Love（2018年11月21日、発売：ジーウォーク、販売：ハピネット）僕らは嘘つき名義[7]

### 写真集
- ぐるっとまわせる！原寸大おっぱい図鑑3D（2019年2月4日、一迅社　撮影：須崎祐次、監修：安田理央）‐Fカップモデル[8]

### アダルトDVD

#### 2016年
- 新人 松下美織 〜「僕の彼女をAVに出演させてください!」 寝取られ願望の変態彼氏と一緒にAV応募してきた長身のFカップOL、彼氏の目の前でAVデビュー!!〜（4月16日、マキシング）
- 生ハメ中出しご奉仕ソープランド（5月16日、マキシング）
- 変態マゾヒスト ボンテージ嬢 イラマチオ調教（6月16日、マキシング）
- 麗しのレースクィーンと性交（7月1日、ドリームチケット）
- 「中に出して…夫と子供には内緒」 自宅で愚痴聞き屋に中出しセックスをせがむ美人人妻たち 12 不倫連発中出し4時間超えスペシャル （7月8日、S級素人）
- Tokyo247 607 松下美織 20歳 会社員（7月15日、Tokyo247）
- 僕だけのいいなり女子校生 （7月22日、宇宙企画）※「みおり」名義
- デカ尻マニアックス（8月1日、ワンズファクトリー）
- サウナレディのお仕事 10周年記念作品 "各部門第1位"の極上サウナレディによるプレミアムサービス 豪華総集編付き2枚組380分スペシャル（8月6日、SODクリエイト）
- 生中出し酒酔い人妻（8月12日、S級素人）
- 素人女性限定アクメ集!! おま●こパックリ自撮りオナニー完全版 4時間15名収録!!（8月12日、S級素人）
- 義父と嫁の良い躰 旦那の借金を体で払う嫁が犯られる姿態を見て興奮して自らも味わう義父（8月18日、ヒビノ）
- 照れるほど見つめられるフェラチオ 4（9月2日、ドリームチケット）
- 女の速度を10分の1以下にして無敵状態で犯す。（9月13日、MOODYZ）
- バレない様に僕を誘惑する友人の姉の凄テクグラインド騎乗位（9月22日、ヒビノ）
- マジ軟派、初撮706 in 日暮里 チームN ミオリ 20歳 ビジネススクール生徒(10月1日、ナンパT.V）
- ラグジュT.V455　山下美織（10月24日、ラグジュTV)
- 恥ずかしいカラダ むちむちセックス美人（10月29日、HMJM）
- お姉さんの巨尻が猥褻過ぎて秒殺で悩殺!!（11月1日、MARRION）
- 突然やってきた営業レディは媚薬を飲むと、黒パンストを擦りつけながら淫らに股間を滴らせ、カニバサミで中出しを求めた！ 2（11月11日、V&R PRODUCE）
- エチケット074 みさと(21歳）大学生（12月10日、エチケット）
- お尻大好きしょう太くんのHなイタズラ でか尻 親戚のお姉ちゃん編（12月15日、グローリークエスト）
- 緊急発売!! 松下美織コレクション 〜初公開!撮り下ろし中出しSEX収録〜（12月16日、マキシング）※総集編

#### 2017年
- 法事で帰った実家で夫の親戚たちに酔わされ輪姦された喪服妻（1月6日、ナチュラル・ハイ）
- マジックミラー号 紅葉シーズン真っ只中！山ガールファッションに身を包んだ女子大生は大自然に囲まれると気分も尻も軽くなる！？山での開放的なオイルマッサージでいつもの何倍も気持ち良くなったユルユルま○こに寝バック挿入！！（1月6日、SODクリエイト）
- 私が一度だけ我慢すれば・・　夫の上司に…結婚三年目の裏切り（1月27日、ながえスタイル）
- マキシワンピ越しの固定バイブにリードを付けられた刺激に耐え切れずイキ漏らす痙攣女（2月2日、ナチュラルハイ）
- 媚薬を塗りたくった絶倫デカチンの精子が尽きるまで24時間犯され続けた妻 松下美織（2月3日、ＤＩＹ）
- ママさんバレー帰りの義母の発汗したハイレグブルマ尻！勃起した息子のチ○ポを見て火照りだしたカラダは理性保てず馬乗り生挿入！飛沫を上げながら激しい腰振りで何度も中出し！（2月10日、V＆R PRODUCE）
- この奥さんの詳細わかりますか？ 渋谷区在住、長身×Fカップの自撮り温泉ブロガー社長夫人と世田谷区在住、歌のお姉さん級に可愛い本性スキモノ色白主婦がまさかの発情！なぜ“他人生チンにハンマー以上のマ○コ鬼打ち付け”するハメになったのか？その一部始終。（2月25日、ビックモーカル）
- ラグジュTV 585 山下美織 31歳 エステサロン経営 (3月3日、MGS動画）
- 結婚記念日に夫婦で泊まったホテルで、無理やり他人とセックスさせられるが徐々に感じ出しイキまくるホロ酔い清純妻 （3月17日、プレステージ）
- 健全店で生殺されてアンアン言ってアピールしてたら…（3月31日、WAAP）
- マジックミラー号 保母さんを目指しているFカップの巨乳女子大生がにしくんに母性溢れる心優しい授乳手コキをしたら、まさかのフル勃起！？ デカチ○ポと超絶テクニックに何度もおかわりSEXを求める‘お漏らし’マ○コ！（4月20日、SODクリエイト）
- 【VR】僕だけのエロエロ中出し保健室 松下美織 （4月21日、KMプロデュース）
- 人妻温泉不倫旅行 松下美織 （5月19日、クリスタル映像）
- レ○プした女を拘束して放置したら助けに来た父親にも犯されててワロタ （6月1日、ナチュラル・ハイ）
- おカネの為でいいじゃない（o≧▽ﾟ）o友達だけど素股して下さい！！ 4 （6月16日、プレステージ・ULTRA）
- 世界弾丸ハメドラー むちむちビキニ天国 松下美織 (6月24日、HMJM）
- 完全リアル! 完熟ボディの後ろ姿と最強 デカ○ンの出会い! 実在するカップルの イキまくりリアルセックス!（7月5日、asokoya)
- 「マジックミラー号 童貞くんのオナニーのお手伝いしてくれませんか…空港で声を掛けた心優しいCAが童貞くんを赤面筆おろし！9」(7月6日、SODクリエイト）
- マッサージで感じちゃった僕。（8月14日、アロマ企画）
- エロ尻女子校生 ピストン騎乗位（8月26日、アロマ企画）
- 何度イッテもチ●ポを離さない汁漬け汗だくぶっ壊れオンナ 松下美織（9月1日、ワープエンタテインメント）
- 部活帰りの水泳部アスリート女子大生さんたちに突撃交渉！同世代の童貞クンと人生初の王様ゲームしてみませんか？水泳で鍛えられた大きなおっぱいとプリっ尻を独り占めでハメまくり！！中出し放題！！念願の巨乳ハーレム筆おろし大乱交（9月19日、ディープス）
- 砂風呂に埋まって動けない拘束エステ 媚薬と熱気で火照ったカラダは感度10倍！すぐ隣にほかの客がいるのに何度も漏らしてイキまくり！さらに！マ●コの疼きが抑えきれず固定されたまま挿入を懇願！！（9月21日、SODクリエイト）
- 挑発的チラリズムコレクション 3（9月25日、アロマ企画）
- 素人奥様 30歳すぎて初めての精飲 夫よりも大きな他人デカチンに赤面する青山の妻たち（10月5日、コスモス映像）
- 素人カップル対抗！男女混合エロプロレス2（10月6日、Rocket）
- 直下型パンチラ挑発（10月13日、アロマ企画）
- いつでも射精できる！抜きやすい挑発パンチラコレクション4（11月13日、アロマ企画）
- 「お一人様焼肉女子は店内ナンパで釣れるのか？」しほ (28)広告代理店勤務のバリキャリ女子→週2～3回は一人焼肉に来るガチ肉食系！→焼肉についてのインタビューのはずが突然ブラ外されて激おこ！→イヤと言いつつ全身愛撫されて感じてしまい、勃起チ○ポを前に…→「イッちゃうぅ…」美尻揺らしながら連続絶頂！3年ぶりのセックスに燃え上がる！！ しほ（11月29日、プレステージプレミアム）
- 夫の知らぬ間に5回中出ししても止まらない若奥様 みおりさん（12月8日、REAL）
- ヒロイン凌辱Vol.102 スパイダーレディ（12月8日、GIGA）
- 共働きのおばさんは排卵日になると無意識に露出度がたかくなる！破壊力抜群のハミ乳でデカチンが勃起！軽蔑されると思いきや「まだ帰ってこないから…」とおじさんに内緒で留守マ○コに挿入し発情して熱くなった膣内が擦り切れるほど何度もゴムなしピストンを求められた！！（12月8日、SCOOP）
- 空中洗脳！催眠ドローン OL編（12月21日、Rocket）
- 巨乳淫乱の美脚婦人 #鷲尾かすみ（12月25日、豊彦企画）

## 出演

### 映画
- 白衣の妹　無防備なお尻（2018年6月、オーピー映画） - 小笠原亜弓 役[9]

### ウェブテレビ
- 僕嘘三人女团 东京原宿一日游（2018年11月26日 - 12月3日、ビリビリ動画） - MC

## イベント・撮影会・ライブ

### 2016年
- アミーゴ個人撮影会（5月29日）
- アミーゴ個人撮影会（8月28日）
- アミーゴ個人撮影会（10月2日）
- アミーゴ個人撮影会（11月23日）
- グローリクエストイベント（M’ｓ Studio、12月21日）『お尻大好きしょう太くんのHなイタズラ』

### 2017年
- 名古屋アミューズ個人撮影会（1月22日）
- アミーゴ個人撮影会（3月19日）
- デビュー1周年オフ会（4月23日）
- クリスタルイベント（アリババ秋葉原店・Mis秋葉原店、5月21日）『人妻温泉不倫旅行』
- お誕生日オフ会（8月6日）
- アミーゴ団体&個人撮影会（9月9日）
- 名古屋アミューズ個人撮影会（9月16日）
- 楽演祭 Vol.1（池袋LiveinnROSA、9月25日）
- 名古屋アミューズ個人撮影会&オフ会（10月14日）
- 名古屋夢GEN堂イベント（10月15日）
- アミーゴ団体&個人撮影会（12月9日）
- 楽演祭 Vol.2（池袋LiveinnROSA、12月12日）
- Road to China in Tokyo （マイナビ赤坂BLITZ、12月28日）

### 2018年
- REAL大阪初イベント（買取りマックスなんば店・買取りマックス日本橋店、1月6日）『夫の知らぬ間に5回中出ししても止まらない若奥様 みおりさん』
- REAL秋葉原イベント（ラムタラエピカリ秋葉原店・ラムタラメディアワールド秋葉原店、2018年1月7日）『夫の知らぬ間に5回中出ししても止まらない若奥様 みおりさん』
- 大阪初キューティースマイル個人撮影会（1月28日）
- 『僕らは嘘つき』Live（新宿ルイード、2月3日）
- アミーゴ団体&個人撮影会（2月4日）
- 楽演祭 Vol.３（池袋LiveinnROSA、2月14日）
- TSUTAYA ON-NEST（渋谷TSUTAYA、2月25日）
- 大阪アダルトVRイベント（大阪日本橋、3月10日・11日）
- 次の時代へ～to the next era～Vol2（スペースエモ池袋、4月2日）
- 松下美織2周年オフ会（秋葉原、4月21日）
- 松下美織2周年団体撮影会（池袋アミーゴ撮影会、4月22日）
- ガールズボイスβ66（新宿ルイード、5月12日）
- 楽演祭 Vol.４（池袋LiveinnROSA、6月6日）
- 次の時代へVol.4～LOVR Friends Live～Goldmine Audition presents 「次の時代へ Vol.4～LOVR Friends Live～」 （Space emo 池袋、6月15日）
- レディマニアVol.3（渋谷REX、6月18日）
- iDOL Emotion LiVE （Space emo池袋、7月3日）
- SHIBUYA MUSIC POWER vol.49（渋谷DESEO、7月19日）
- KOLers live from japan（台湾、7月28日・29日）
- TIFもハジける！スパークリングNIGHT!!（お台場、8月3日）
- JPSガールズボイス～夏フェスUeno Idol Party Park（上野、8月9日）
- マシュマロフェスティバルVol3（新宿MARZ、8月18日）
- 真夏のLOVRフェス（Space emo池袋、8月25日）
- SHINJUKU GIRLS SPARK SP（新宿ReNY、8月27日）
- 楽演祭Vol5（池袋LiveinnROSA、8月29日）
- ガールズボイスβ67（新宿RUIDO K4、9月8日）
- おとなのアイドルライブ（Space emo池袋、9月23日）
- 岐阜鵜沼イベント（岐阜、9月29日）
- 名古屋アミューズ撮影会（名古屋、9月30日）
- LADY MADONNA　（川崎CLUB CITTA、10月23日）
- 楽演祭Vol6（池袋LiveinnROSA、10月31日）
- 僕らは嘘つき デビュー1周年オフ会（新宿、12月28日）

### 2019年
- 平成最後の伊藤の日！！みんな誰かのイットウSHOW！！（下北沢ReG、1月10日）
- 僕らは嘘つきDJイベント（ 新宿あにそんDJBARあるけみすたぁ、1月26日）
- 楽演祭Vol7 バレンタインSP（池袋LiveinnROSA、2月13日）
- Imagination Vol1（新宿RUIDO K4、3月23日）
- 楽演祭Vol8（池袋LiveinnROSA、4月17日）
- LADY MADONNA Vol.9-ユニット祭-（青山RizM、5月23日）
- YATSUI FESTIVAL!（渋谷、6月15日）
- 楽演祭Vol.9（池袋LiveinnROSA、6月26日）
- 僕らは嘘つきオフ会　（青山、6月30日）
- 松下美織オフ会　（渋谷、6月30日）